# 이유정
이유정(李浟靜, 1968년 ~ )은 대한민국의 법조인으로 본관(本貫)은 전의(全義)이다. 효정공(孝靖公) 이정간(李貞幹)의 다섯째 아들로 지영암군사(知靈巖郡事)를 지낸 이사혜(李士惠)의 후손이다.
서울북부지방검찰청 검사를 지냈으며, 현재는 법무법인 원 구성원변호사이자 이화여자대학교 겸임 교수이다. 2017년 8월 8일 이정미 헌법재판소 재판관의 후임으로 지명되었으나, 9월 1일 자진 사퇴하였다. 그러나 이후 무죄판결로 명예회복을 하였으며, 판결 후 제4회 <대한민국 법무대상> 송무부문 대상을 수상하는 등 다시 활발히 업무에 복귀한 모습이다.

## 생애
서울특별시에서 태어나 정의여자고등학교와 이화여자대학교 법과대학을 졸업하고 동 대학원에서 법여성학으로 박사 학위를 받았다. 1993년 사법시험에 합격하고, 1994년 사법연수원 23기를 수료한 뒤 검사로 임관하였으나 1996년 변호사로 전업하였다. ‘민주사회를 위한 변호사 모임’에서 여성인권위원회 위원장을 역임하였다. 호주제 폐지, 인터넷 실명제, 휴대폰 위치 추적 문제 등의 헌법소원을 대리하였고, 인혁당 사건 재심 재판과 국가 상대 민사 소송도 대리하였다.

## 평가/논란
- 청와대는 헌법재판소 재판관 후보자로 지명하며, "이 후보자는 여성·노동·아동·인권 등 사회적 약자들의 권리 보호를 위해 헌신해 온 변호사"라며 "헌법 및 성평등을 위한 실무 경험을 갖춘 법 여성학자로서 헌법 수호와 기본권 보장이란 헌법재판관의 임무를 잘 수행할 적임자"라고 평가하였다.[1]
- 미래컴퍼니, 가짜 백수오 파동을 일으켰던 내츄럴엔도텍의 비상장주식 투자로 논란이 되었으나,[4] 해당 논란이 있은지 3년이 지난 2021년 1월 22일 서울남부지방법원은 이유정 변호사에 대한 자본시장법위반 등 공소사실에 대해 무죄를 선고했다.
- 2021년 제4회 <대한민국 법무대상>에서 송무부문 대상을 수상했다.